# Marjorie Merriweather Post
Marjorie Merriweather Post (Marjorie Merriweather Post Close Hutton Davies May, Springfield, Illinois, 15 de março de 1887 – Washington, D.C., 12 de setembro de 1973) foi uma célebre socialite norte-americana e a sucessora da empresa de seu pai, a "General Foods, Inc.".
Marjorie Post nasceu em Springfield, Illinois, filha de Charles William Post e Ella Letitia Merriweather. Tinha 27 anos quando o seu pai morreu e foi a herdeira da empresa de cereais "Postum Cereal Company".
Mais tarde viria a ser a mulher mais rica dos Estados Unidos, quando a sua fortuna atingiu 250 milhões de dólares.

## Informação biográfica
- Heiress: The Rich Life of Marjorie Merriweather Post, por William Wright (Washington D.C. - New Republic Books, 1978. (em inglês) [1]
- The Life and Times of Marjorie Merriweather Post, por Nancy Rubin Stuart (New York: Villard Books, a division of Random House, 1996. (em inglês) [1]